# Ussassai
Ussassai är en ort och kommun i provinsen Nuoro i regionen Sardinien i Italien. Kommunen hade 556 invånare (2017).